# Trading Snakeoil for Wolftickets
Trading Snakeoil for Wolftickets è il secondo album di Gary Jules, pubblicato l'etichetta Sanctuary Records nel 2001.

## Tracce
1. Broke Window
2. No Poetry
3. DTLA
4. Lucky
5. Something Else
6. Pills
7. Boat Song
8. Umbilical Town
9. The Princess of Hollywood Way
10. Patchwork G
11. Barstool
12. Mad World
13. Keep (hidden track)

## Componenti
- Gary Jules – voce, chitarra, mandolino, armonica a bocca
- Michael Andrews – chitarra, basso, voce, piano, chiave, melodica, shaker, batteria
- Sarah Brysk – voce
- Robert Walter – piano
- Al Sgro – voce
- George Sluppick – batteria (traccia 2 e 9)
- Matt Lynott – batteria (traccia 1 e 11)